# 阿达尔苏丹国
阿达尔苏丹国是一个多民族的中世纪穆斯林国家，位于非洲之角。伊法特苏丹国灭亡后，萨巴尔·阿德丁二世建立阿达尔苏丹国它活跃于约1415年至1577年。。苏丹国家是由哈拉尔高原居民建立。
在其鼎盛时期，控制今索马里、埃塞俄比亚、吉布提和厄立特里亚大部。